# Alpha Particle X-Ray Spectrometer

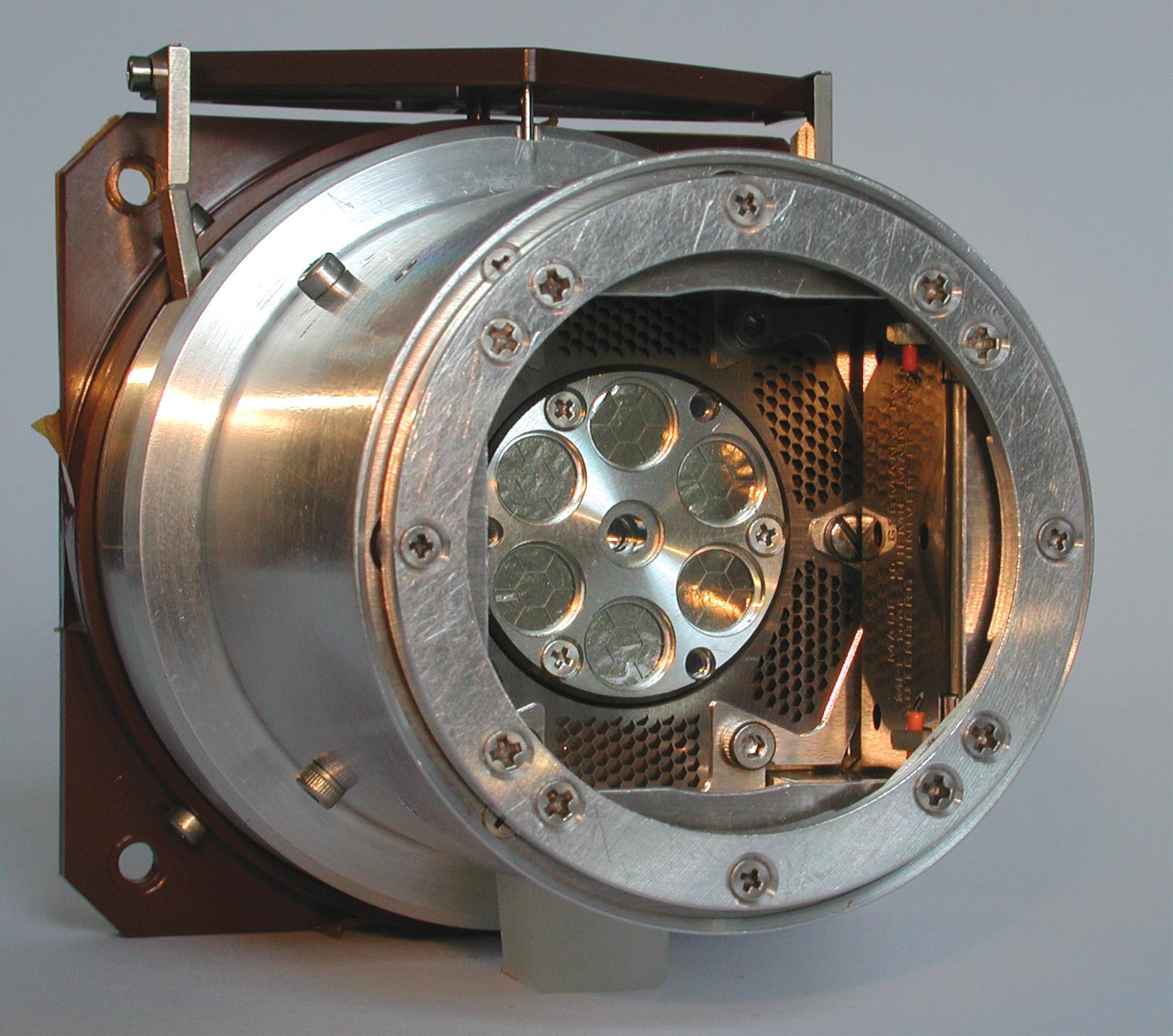
Immagine di un Alpha Particle X-Ray Spectrometer (Cortesia NASA/JPL-Caltech).

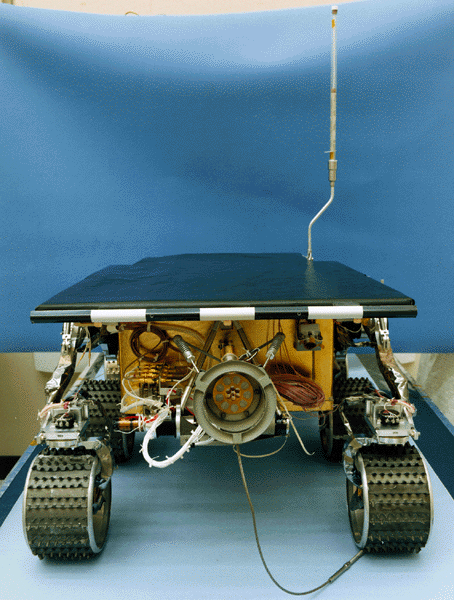
APXS montato sul retro del rover Sojourner (missione Mars Pathfinder).

Un Alpha Particle X-Ray Spectrometer (APXS) è uno spettrometro di impiego spaziale.
Lo strumento dispone di una fonte radioattiva che emette particelle alfa, alle quali espone il campione in esame di cui determina la composizione chimica elementare rilevando la componente di particelle alfa, protoni e/o raggi X dell'emissione di ritorno.
Lo strumento risulta compatto e necessita di una bassa potenza, caratteristiche che lo rendono adatto ad un impiego spaziale. Viceversa, poiché esistono metodi più veloci per ottenere la composizione chimica di un campione in esame che non richiedono l'uso di materiale radioattivo, il suo impiego nei laboratori è limitato.
Negli anni hanno volato varie versioni di APS (senza il rilevatore di raggi X) e APXS: Surveyor 5-7, Phobos, Mars 96, Mars Pathfinder, Mars Exploration Rover, e Rosetta/Philae. Spettrometri APS inoltre costituiranno l'equipaggiamento delle missioni future: Mars Science Laboratory ed ExoMars.
Lo strumento montato sul Sojourner (rover della missione Mars Pathfinder) è stato indicato Alpha Proton X-Ray Spectrometer per sottolineare la sua capacità di rilevare la componente protonica della radiazione di ritorno.

## Fonte radioattiva
Le particelle alfa sono emesse durante il decadimento radioattivo di nuclei atomici instabili. A tale emissione può essere associata un'emissione secondaria nei raggi X. Nelle varie realizzazioni dello strumento, sono state utilizzate varie fonti, caratterizzate da emissioni differenti.
Il 244Cm (curio 244) emette particelle alfa con un'energia di 5,902 MeV. Raggi X di 14 e 18 keV sono prodotti nel decadimento del 240Pu (plutonio 240).
L'APXS, parte di Athena a bordo dei Mars Exploration Rover, utilizza 244Cm ed ha un tasso di decadimento di circa 30 30 mCi.

## Caratteristiche dell'emissione di ritorno
L'emissione di ritorno proveniente dal campione è costituita da varie componenti, delle quali lo strumento è progettato per rilevarne solo alcune: le particelle alfa, i raggi X e, nel solo caso dell'APXS utilizzato nella missione Mars Pathfinder, i protoni. Un miglioramento introdotto nel rilevatore dei raggi X, infatti, ha reso superfluo, ai fini della determinazione delle specie chimiche presenti nel campione, di registrare la componente protonica nelle missioni successive (Mars Exploration Rover e seguenti).

### Particelle alfa
Alcune particelle alfa della radiazione incidente vengono riflesse verso il rilevatore dopo essersi scontrate con un nucleo atomico. Ciò rende possibile calcolare la massa del nucleo colpito semplicemente da considerazioni sulla conservazione dell'energia e della quantità di moto. Infatti, le particelle alfa, come già visto, lasciano la sorgente con un'energia ben definita e la geometria dello scontro è nota, essendo necessario un angolo di circa 180° perché la particella incidente sia riflessa verso la sorgente.
Atomi di elementi differenti si comportano in modo differente: quelli più leggeri assorbono una maggiore quantità di energia, mentre le particelle alfa conservano quasi la totalità della propria energia se riflesse da atomi pesanti.
Lo spettro energetico delle particella alfa riflesse mostra una serie di picchi compresi tra il 25% ed il 100% del valore iniziale dell'energia posseduta dalla singola particella e ciò consente di determinare la composizione del campione in esame. Questa tecnica, nota come spettroscopia di retrodiffusione di Rutherford, consente di riconoscere soprattutto gli atomi degli elementi più leggeri. Poiché il tasso con cui le particelle sono riflesse è molto basso, è necessario un lungo periodo di esposizione per poter rilevare compiutamente lo spettro.

### Protoni
Alcune particelle alfa della radiazione incidente sono assorbite dai nuclei atomici. Si innesca quindi un processo [alfa, protone] che conduce alla produzione di protoni con energia ben definita, che possono essere rilevati. Il sodio, il magnesio, il silicio, l'alluminio e lo zolfo possono essere identificati utilizzando questa tecnica.
Come detto, questa tecnica è stata superata dal miglioramento dei rilevatori di raggi X ed è stata usata solo nell'Alpha Proton X-Ray Spectrometer montato sul Sojourner.

### Raggi X
Le particelle alfa incidenti possono anche espellere degli elettroni dagli orbitali più interni dell'atomo (n = 1, 2). Lo spazio vuoto che viene così a crearsi è subito riempito dagli elettroni degli strati più esterni, che, nello spostarsi, emettono dei caratteristici raggi X. Il processo descritto è detto Particle Induced X-ray Emission e può essere facilmente rilevato. La sensibilità del processo favorisce la rilevazione degli atomi più pesanti.